# Concert per a piano (Tippett)
El Concert per a piano i orquestra va ser escrit pel compositor britànic Michael Tippett entre 1953 i 1955, per encàrrec de la City of Birmingham Symphony Orchestra. Es va estrenar el 30 d'octubre de 1956 per l'Orquestra de Birmingham dirigida per Rudolf Schwarz amb Louis Kentner al piano.
El caràcter general de l'obra està influenciat per l'escolta dels assajos del pianista alemany Walter Gieseking del Concert per a piano núm. 4 de Ludwig van Beethoven, el 1950. El seu contingut musical també es va inspirar en gran part en la seva òpera The Midsummer Marriage, que havia acabat el 1952. Tot i que Tippett havia concebut l'obra inicialment a mitjans dels anys quaranta, estava molt preocupat pel temps transcorregut des de The Midsummer Marriage.

## Visió general
El Concert per a piano va ser el resultat d'un dels cicles creatius més complexos de Tippett, que van contribuir a la seva dimensió conceptual. Es remunten al gener de 1950, quan es va veure immers en el procés compositiu de The Midsummer Marriage. Els ecos de l'òpera ressonen al llarg del Concert, mentre que altres dues composicions anteriors: Fantasia sobre un tema de Händel (1939-1941) i la Primera Simfonia (1944-5) també ocupen un lloc destacat en el cicle creatiu.
El concert estava pensat originalment per a Noel Mewton-Wood, que havia ajudat a Tippett a interpretar parts de la reducció per a piano de The Midsummer Marriage que havia estat preparada meticulosament per Michael Tillett, però lamentablement, Mewton-Wood es va suïcidar el 5 de desembre de 1953. Una altra controvèrsia al voltant del concert va esclatar quan el solista, Julius Katchen, va declarar l'obra ininterpretable i, poc abans de la seva estrena el 1956, Katchen va ser substituït per Louis Kentner.
Amb el seu èmfasi en el lirisme i la poesia, més que en un alt drama i interpretació virtuosa, el Concert per a piano de Tippett ha estat vist pel compositor britànic David Matthews com una reacció als aspectes percussius i heroics que havien predominat en l'escriptura del concert en les dècades anteriors. Aquest enfocament estava totalment d'acord amb el menyspreu declarat del compositor pel qual ell considerava un enfocament de confrontació més que col·laboratiu al gènere. L'obra mostra la predilecció de Tippett per incorporar elements innovadors dins d'una estructura formal tradicional. Segueix l'exemple del Quart Concert per a piano de Beethoven amb un gran moviment d'obertura seguit de dos de relativament curts. La base harmònica de bona part de la peça, però, es basa en acords de quarta en lloc de tercera. Aquests acords es tracten com a consonants, harmonies primàries en lloc del seu paper anteriorment tradicional de dissonàncies que requerien resolució. Aquest fonament harmònic sustenta un lirisme florit no llunyà de The Midsummer Marriage.

## Estructura
El concert segueix el clàssic patró ràpid-lent-ràpid de tres temps. Com a tal, assenyala el musicòleg Kenneth Gloag, encaixa en un patró de la producció de concerts de Tippett que reflecteix una trajectòria històrica, des de la del concerto grosso del seu Concert per a doble orquestra de cordes, fins a la del concerto grosso híbrid i el concert instrumental caracteritzat pel seu Triple Concert, a partir del Triple Concert de Beethoven i del Doble Concert de Johannes Brahms.

### Allegro non-troppo
Moviment en forma sonata que, segons Kemp, recorda el Quart Concert de Beethoven. Comença de forma suau i després l'orquestra completa entra en un interval en la bemoll que accentua el to pastoral de la música. Els instruments de vent de fusta presenten un petit conjunt instrumental amb la viola, trompes i celesta, tots ells silenciats. Tippett havia utilitzat un conjunt similar a The Midsummer Marriage, com explica Ian Kemp, "per emfatitzar les presències atemporals que van més enllà de les realitats superficials de la vida... misterioses però familiars".
En una segona part, el solista interromp l'orquestra introduint un grup de temes que tornen dues vegades: en el clímax de la secció de desenvolupament i durant la cadència en solitari. Aquests episodis, diu Kemp, serveixen com a "recordatoris imprevisibles però tranquil·litzadors que la visió [d'aquestes "presències atemporals"] mai es pot perdre". Com a The Midsummer Marriage, Tippett juxtaposa passatges de to contrastant i material musical. Una mostra d'això, com assenyala John Palmer, és la transició al segon tema. Allà, "una línia enèrgica de sèxtuples comença un procés canònic que esdevé l'acompanyament d'una melodia lírica de notes sostingudes i arpegis a la viola solista. Desapareixen els sèxtuples, les trompes acompanyen i la celesta entra en silenci al ritme de la melodia de la viola. Sense avís previ, els vents de fusta i el metall toquen en veu alta fragments de longitud irregular des del pas de sèxtuples després de la pausa, aturant a partir d'aquí el moviment."

### Molto lento e tranquillo
En comparació amb la serenitat del moviment d'obertura, el central és el que Kemp anomena "dens i inquietant, una mena de torneig entre els cànons de primer pla sense rostre de parelles d'instruments de vent i cascades maníaques del piano". Aquests intercanvis continuen en els seus cursos separats fins que entren les cordes altes. El solista, ara més melancòlic, calma la continuació. El musicòleg i escriptor britànic Arnold Whittall considera aquest moviment "més radical i avançat" que l'inici, "els seus conflictes texturals i tonals plasmats en una polifonia elaborada fins i tot segons els estàndards de Tippett, i amb una forma tripartita que és progressiva més que progressista, que es tanca simètricament"—ABC en lloc de l'ABA habitual.

### Vivace
Tot i que l'Allegro d'obertura podria haver evocat el Quart Concert de Beethoven, el final s'assembla més al concert "Emperador" del mateix compositor, implicat pel canvi de tecla d'obertura de si a mi bemoll i el bon humor de la música en conjunt. Una llarga secció només per a orquestra (en contrast amb el piano solista quasi continu del moviment anterior) es desenrotlla en tres parts que contenen una sèrie de petits motius, un tema agut i com un blues a la seva secció mitjana i la reaparició de la celesta en una codetta. El solista entra amb el seu tema dramàtic. Aquesta seqüència d'esdeveniments és en realitat "el primer episodi d'un patró en què la secció orquestral interpreta el tema del rondó, ara dividit en les seves tres parts amb episodis entremig" (Kemp). El segon episodi combina piano i orquestra, el tercer és només per a piano, i l'últim un duet per a piano i celesta. Torna el rondó d'obertura i una breu coda alegre conclou el concert en do major.

## Similituds ambThe Midsummer Marriage
El mateix Tippett va assenyalar l'estreta semblança del concert per a piano amb la seva obra The Midsummer Marriage i va qualificar la seva música de "rica, lineal, lírica, com en aquella obra". Segons Wilfrid Mellers, el seguiment una gran obra coral o una òpera amb una obra orquestral o instrumental important va ser un patró que Tippett va seguir més d'una vegada. Entre altres obres del compositor, va escriure la seva Simfonia núm. 1 després de completar l'oratori A Child of Our Time i la seva segona sonata per a piano després de la seva òpera King Priam. Kemp i Gloag citen les grans línies orquestrals del concert i la decoració florida d'aquestes línies com a una forta reminiscència de l'òpera The Midsummer Marriage. Citen particularment l'ús que el compositor va fer de la celesta "per il·luminar un regne de misteri i màgia" (Kemp).
L'obra també va influir en l'enfocament de Tippett de l'escriptura en solitari del concert. Tot i que no va ignorar del tot els aspectes tradicionals de l'escriptura de concerts, Tippett es va centrar principalment en una qualitat brillant en què, escriu Kemp, "les harmonies van sorgir del pedaleig [sic] de línies de grups desiguals de notes curtes". El compositor havia utilitzat aquest enfocament en el seu cicle de cançons The Heart's Assurance, escrit l'any 1951, especialment en la seva configuració de les paraules "els prats de la seva respiració" a la tercera cançó (música per a la qual, suggereix Kemp, "sona com si fos l'enllaç directe a les primeres línies del concert").

## La influència de Beethoven
Gloag assenyala el Quart Concert per a piano de Beethoven com una influència en el Concert de Tippett. El mateix compositor va descriure l'assaig de Gieseking del concert de Beethoven com "el moment precís de la concepció" de la seva pròpia obra. Gloag suggereix l'obertura silenciosa del concert, amb el solista introduint una harmonia en sol major, com l'empremta digital més òbvia compositiva del Quart Concert de Beethoven. El retorn d'aquest tram inicial en la tonalitat de la bemoll major, continua Gloag, "reflecteix el compromís de Tippett" amb la Sonata per a piano núm. 31, op. 110. No obstant això, segons Arnold Whittall, Tippett "capgira les convencions de la forma de la sonata de Beethoven" en el moviment d'obertura. A diferència de la intensitat dinàmica present en obres de Beethoven com la Simfonia núm. 5 i el Concert "Emperador", Tippett permet que "el canvi es produeixi gradualment: l'ambigüitat i l'evitació de l'explícit són explotades per la seva capacitat de despertar expectatives de continuació coherent".

## Història de la composició
El 1953, Tippett va rebre un encàrrec del John Feeney Charitable Trust per escriure una obra per a l'⁣Orquestra Simfònica de la Ciutat de Birmingham. Aquesta va ser la segona obra encarregada pel Feeney Trust (la primera va ser Meditations on a Theme de John Blow de Sir Arthur Bliss). Tippett ja feia un temps que estava considerant la idea d'escriure un concert per a piano. El 1950 havia escoltat el pianista alemany Walter Gieseking assajar el primer moviment del Quart Concert per a piano de Beethoven per a un concert a Anglaterra. Gieseking va destacar per la seva interpretació d'aquest concert, amb un crític britànic que va escriure per a una actuació el febrer de 1936 amb l'⁣Orquestra Simfònica de la BBC sota la direcció d'Adrian Boult que Gieseking era "el pianista adequat per al Quart Concert de Beethoven", que va tocar amb "precisió i delicadesa" i va oferir als oients "tota la música, clarament entesa, profundament sentida i vista com un tot". Tippett va escriure més tard: "Sota la influència d'una interpretació excepcionalment poètica però clàssica del moviment de Beethoven, em vaig trobar convençut que es podia escriure un concert contemporani, en el qual el piano es tornava a utilitzar per a les seves habilitats poètiques".

## Anàlisi musical
Whittall argumenta que com que va ser una llarga obra orquestral que va seguir la llarga gestació d'una òpera, el Concert per a piano és "una de les composicions més intrigants i atractives de Tippett". Afegeix que també segueix el Concert per a orquestra de corda doble i The Midsummer Marriage en la seva barreja de "reflexió lírica i contrapunt "actiu" en una relació molt centrada... [El] lirisme manté el drama a distància; però el "tema" purament tonal i harmònic encara és ric i fascinant, mentre que les conseqüències formals dels episodis lírics van portar la ja complexa relació de Tippett amb les convencions de la tradició clàssico-romàntica a una nova fase". Com que defuig més de la resolució tonal convencional que The Midsummer Marriage o la Corelli Fantasia, Whittall considera el concert és "més ambiciós" que aquestes dues obres. Així i tot, Whittall troba el concert desigual. Si bé troba el "desenfocament del focus tonal" en el moviment d'obertura "altament efectiu... en harmonia amb el caràcter de la música", i la combinació de "prioritats canòniques i "els ornaments elaborats" en el moviment lent "només requereixen un marc harmònic molt bàsic", considera el final "menys memorable perquè la nova necessitat d'exuberància i la necessitat continuada d'ambigüitat tendeixen a posar-se en el camí de l'altre".